# Desgranadora

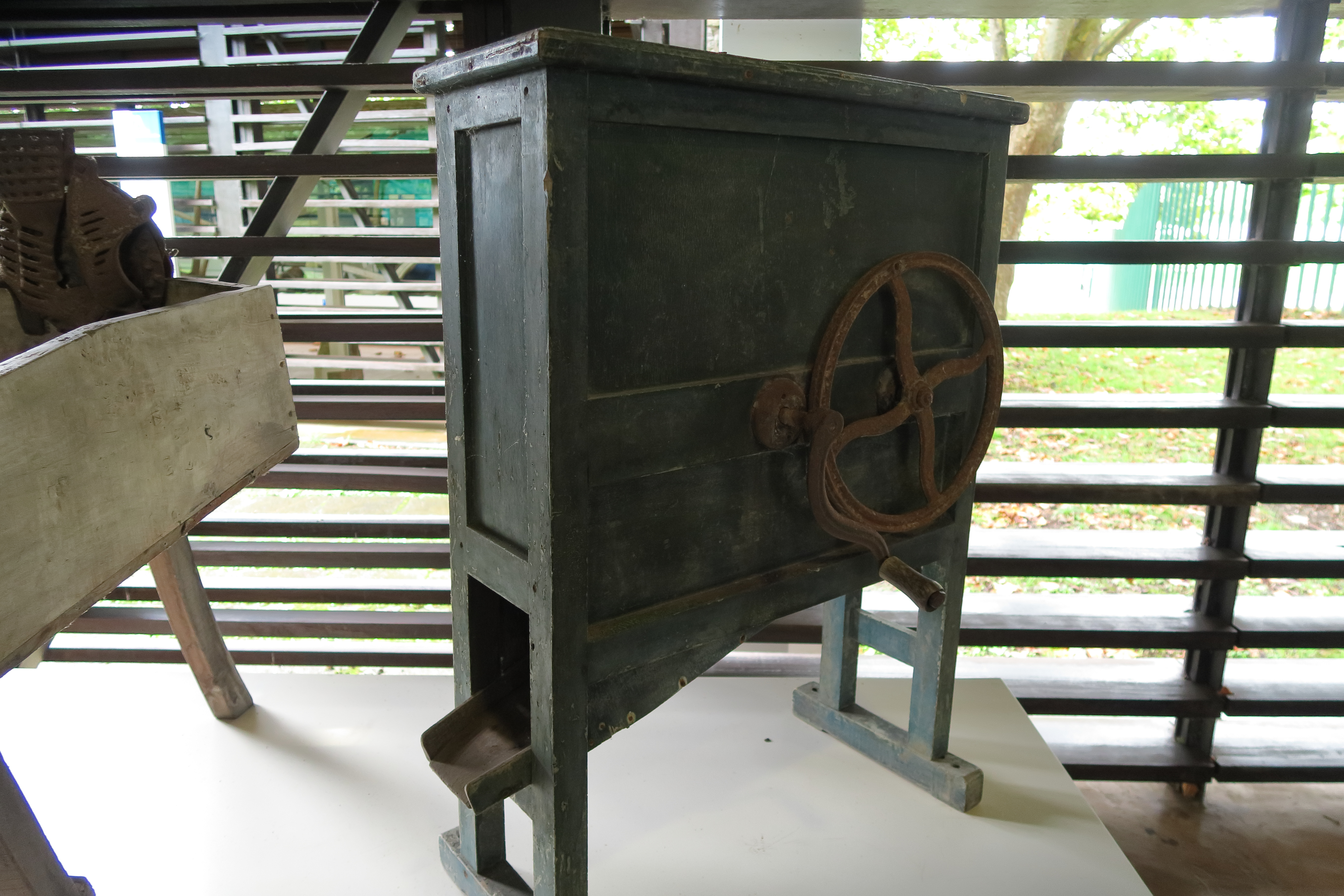
Máquina para desgranar y limpiar cereales

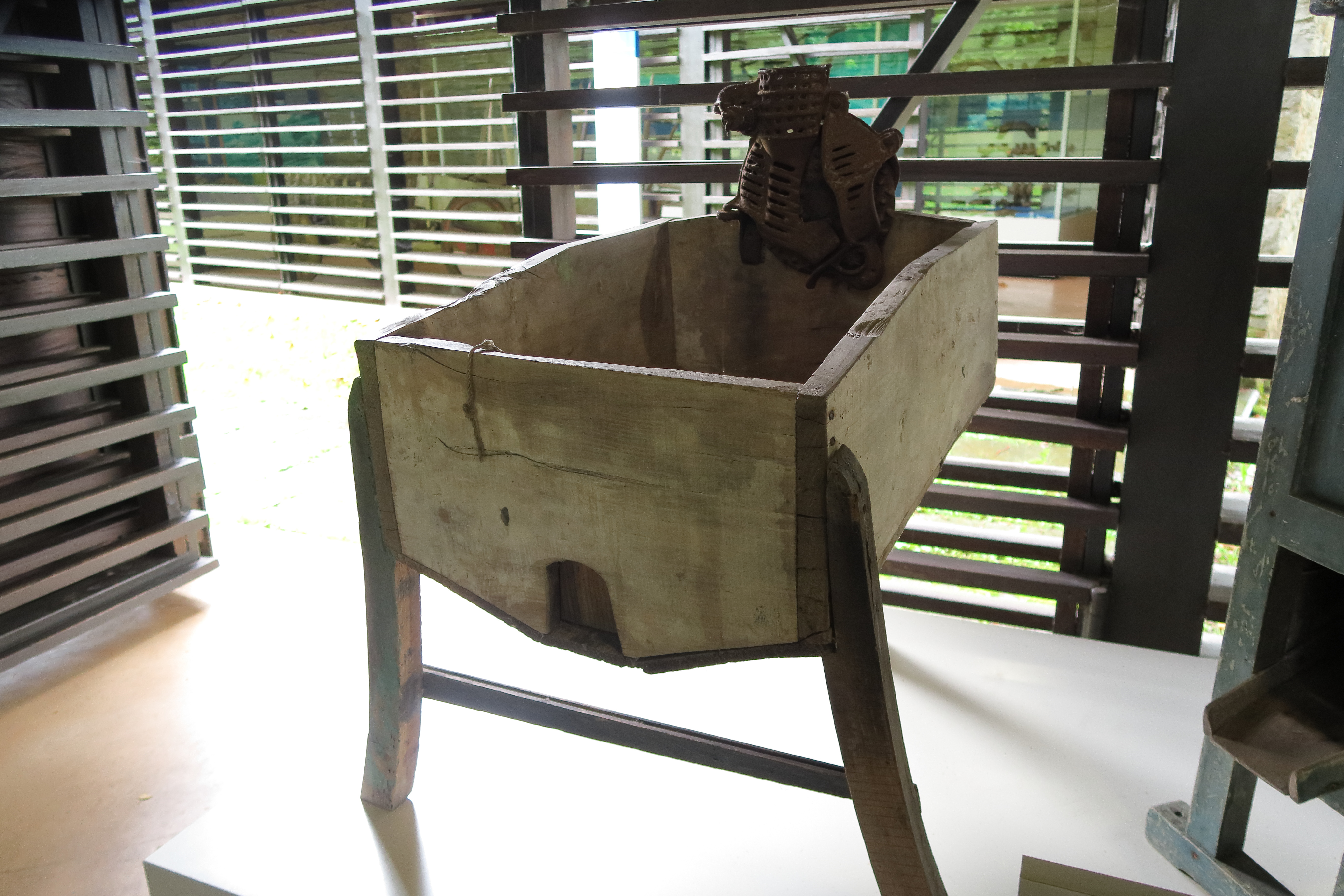
Máquina para desgranar y limpiar cereales

Una desgranadora es una máquina que sirve para separar los granos de diferentes productos agrícolas del resto de la planta. 

## Usos
Se suele usar para el maíz, arroz, uvas, habas, frijoles, etc.
y también para todo tipo de granos secos.

## Características estructurales
Suele estar compuesta de varias partes:
- Tolva, para depositar y conducir los productos a desgranar.
- Engranajes, para hacer propiamente la labor de quebrado y desgranado.
- Accionamiento, manual o a motor.
- Conducción de salida, puede ser única o múltiple para separar los diferentes productos.

Además puede ir ensamblada a otras máquinas para moler el grano y producir harina y para la clasificación de los productos.
- Datos: Q3958731